# Naiqama Lalabalavu
Ratu Naiqama Tawakecolati Lalabalavu, MBE (23 de dezembro de 1953) é um político fijiano, Ratu e presidente das Fiji desde 2024. Serviu como lider da oposição e presidente do Parlamento de Fiji.
Foi eleito Presidente das Ilhas Fiji em 31 de outubro de 2024, assumindo em 12 de novembro do mesmo ano.